# Andreas Schicker
Andreas Schicker (* 6. Juli 1986 in Bruck an der Mur) ist ein ehemaliger österreichischer Fußballspieler und heutiger Manager. Er arbeitet seit Oktober 2024 als Sportgeschäftsführer des deutschen Bundesligisten TSG 1899 Hoffenheim.

## Leben und Karriere

### Beginn und Höhepunkt
Schicker begann seine fußballerische Laufbahn beim SV Oberaich, bis er über Kapfenberg in den Nachwuchs von FK Austria Wien wechselte. In der Saison 2003/04 absolvierte er sein erstes Profi-Spiel in der Österreichischen Bundesliga gegen den Grazer AK, wo er 20 Minuten zum Einsatz kam.
Im Sommer 2004 wechselte er leihweise zur SV Ried und absolvierte dort fast alle Spiele, ehe er im Juni 2006 zurück zu Austria Wien wechselte. Bis zur Winterpause brachte er es auf sieben Spiele in der Bundesliga und zwei Einsätze für die Amateure. In der Saison 2007/08 spielte Schicker beim ASK Schwadorf. Nach der Fusion mit der Admira war er beim FC Admira Wacker Mödling unter Vertrag. Nach zwei Spielzeiten in der zweiten Liga wechselte er im Sommer 2010 in die Bundesliga zum FC Magna Wiener Neustadt.
Nach zwei Jahren und 66 Ligaeinsätzen wechselte Schicker zum SV Ried zurück, wo er einen Vertrag bis 2014 unterschrieb. Zum Saisonende 2013/2014 verließ er die Rieder in Richtung SV Horn. Beim Zweitligisten kam er allerdings in keinem offiziellen Spiel zum Einsatz und laborierte von Beginn an an einem Kreuzbandriss.

### Unfall und Rückkehr in den Profifußball
Am 23. November 2014 wurde Schicker in seiner Heimat Bruck an der Mur bei einem pyrotechnischen Unfall mit einem Knallkörper an beiden Händen schwer verletzt – die linke Hand wurde amputiert. Sein Begleiter erlitt dabei leichte Verletzungen an den Beinen und einen Schock. Schicker erhielt eine Anzeige, weil er mit Material hantierte, welches nur mit einem Pyrotechniker-Ausweis erworben werden kann.
Nachdem sein Vertrag in Horn ausgelaufen war, kehrte er nach Wiener Neustadt zurück, wo er anfangs in der Amateurmannschaft spielte –  erstmals am 30. Oktober 2015 in der fünftklassigen 2. Landesliga Ost – und bei den Profis als Co-Trainer fungieren sollte. Im Februar 2016 stand er erstmals im Profikader und gab am 4. März 2016 nach knapp zwei Jahren beim 2:2-Remis gegen Austria Salzburg sein Comeback, wobei er laut FIFA der erste Spieler weltweit mit einer Armprothese im Profifußball war.

### Laufbahn als Manager
Zur Saison 2017/18 wurde Schicker Sportdirektor der Wiener Neustädter; als Spieler wechselte er zum viertklassigen SC Bruck/Mur. Seine Arbeit beim SC Wiener Neustadt beendete er im November 2018, als er eine neue Stelle als Chefscout des Bundesligisten SK Sturm Graz übernahm. Nebenbei war er auch im Videoanalyseteam des Vereins tätig. Am 20. April 2020 wurde Schicker als neuer Geschäftsführer Sport des österreichischen Bundesligisten vorgestellt. Dabei trat er am 1. Mai 2020 die Nachfolge des mit 30. April 2020 zurückgetretenen Günter Kreissl, unter dem er bereits ab 2003 bei den Amateuren der Austria trainiert und der ihn über weite Teile seiner Karriere begleitet hatte, an.
Unter Schickers Regie etablierten die Grazer sich hinter dem Serienmeister FC Red Bull Salzburg als zweite Kraft des österreichischen Fußballs. 2022 und 2023 wurde Graz jeweils Vizemeister, 2023 gewann der Verein überraschend den ÖFB-Cup. 2024 gelang den Grazern das Double. Zudem erarbeitete Schicker sich durch den geschickten Ein- und Verkauf von Talenten einen guten Ruf in der Branche und wurde so auch für Vereine der deutschen Bundesliga interessant, wohin er die Steirer 2024 schließlich verließ.
Anfang Oktober 2024 wurde Schicker Geschäftsführer Sport der TSG 1899 Hoffenheim. Während der Länderspielpause im November 2024 trennte er sich vom Cheftrainer Pellegrino Matarazzo und verpflichtete Christian Ilzer sowie dessen Co-Trainer von seinem ehemaligen Verein.